# Edu Marangon
Edu Marangon, född 2 februari 1963, är en brasiliansk tidigare fotbollsspelare.
Edu Marangon spelade 9 landskamper för det brasilianska landslaget. Han deltog bland annat i Copa América 1987.